# Here to Hear
Here to Hear je patnáctým studiovým albem rockové skupiny Wishbone Ash. Předchozí album z roku 1987 Nouveau Calls bylo celé instrumentální a Here to Hear se vyznačuje tím, že je prvním zpívaným studiovým albem od alba Wishbone Four z roku 1973, kde účinkuje původní sestava. Je též významné tím, že je posledním albem dlouholetého bubeníka Steve Uptona a posledním společným albem všech původních členů.

## Seznam stop
1. "Cosmic Jazz" – (Martin Turner) - 3:30
2. "Keeper of the Light" – (Steve Upton, Ted Turner) - 3:56
3. "Mental Radio" – (Ted Turner) - 4:54
4. "Walk on Water" – (Martin Turner) - 4:02
5. "Witness to Wonder" – (Chris Difford, Ted Turner) - 4:13
6. "Lost Cause in Paradise" – (Martin Turner) - 4:46
7. "Why Don't We?" – (Ted Turner) - 6:07
8. "In the Case" – (Ted Turner) - 3:35
9. "Hole in My Heart, Pt. 1" – (Martin Turner) - 3:07
10. "Hole in My Heart, Pt. 2" – (Martin Turner, Ted Turner, Andy Powell, Steve Upton) - 4:30

## Bonusy reedice z roku 2003
1. "Heaven Is" - 4:36
2. "Bolan's Monument" - 3:57
3. "Duffle Shuffle" - 4:06
4. "Cosmic Jazz (Karaoke Version)" - 3:47

## Obsazení
- Martin Turner – basová kytara, klávesy, zpěv
- Andy Powell – kytara,
- Ted Turner – elektrická kytara a havajská kytara
- Steve Upton – bicí

## Hostující hudebník
- Angie Giles - doprovodný zpěv na "Mental Radio"